# Cranichis fendleri
Cranichis fendleri är en orkidéart som beskrevs av Rudolf Schlechter. Cranichis fendleri ingår i släktet Cranichis, och familjen orkidéer. Inga underarter finns listade i Catalogue of Life.